# Apeshit
Apeshit is een nummer uit 2018 van het Amerikaanse muziekduo The Carters, bestaande uit zangeres Beyoncé en haar man, rapper Jay-Z. Het is de eerste single van hun studioalbum Everything Is Love.
De bijbehorende videoclip werd geschoten in het Louvre in Parijs. Het nummer werd een bescheiden hitje in Noord-Amerika, Europa en Oceanië. In de Amerikaanse Billboard Hot 100 haalde het de 13e positie. In Nederland moest het nummer het met een 5e positie in de Tipparade stellen, terwijl in de Vlaamse Ultratop 50 een 37e positie werd gehaald.

## Awards en nominaties
Het nummer werd genomineerd voor verschillende awards. Een overzicht van de belangrijkste awards en nominaties:
| Jaar | Awards                  | Categorie           | Resultaat   |
| ---- | ----------------------- | ------------------- | ----------- |
| 2018 | Clio Awards             | Best Music Video    | Gewonnen    |
| 2018 | BET Hip Hop Awards      | Song of the Year    | Gewonnen    |
| 2018 | BET Hip Hop Awards      | Beste Collaboration | Gewonnen    |
| 2018 | Apple Music Awards      | Song of the year    | Gewonnen    |
| 2018 | MTV Video Music Awards  | Best Art Direction  | Gewonnen    |
| 2018 | MTV Video Music Awards  | Best Cinematography | Gewonnen    |
| 2018 | MTV Video Music Awards  | Best Collabaration  | Genomineerd |
| 2018 | MTV Video Music Awards  | Best Hip Hop Video  | Genomineerd |
| 2018 | MTV Video Music Awards  | Best Editing        | Genomineerd |
| 2018 | MTV Video Music Awards  | Video of the Year   | Genomineerd |
| 2018 | Grammy Awards           | Best Music Video    | Genomineerd |
| 2018 | MTV Europe Music Awards | Best Video          | Genomineerd |